# Natação nos Jogos Olímpicos de Verão de 2024 - 800 m livre feminino
A prova dos 800 m livre feminino da natação nos Jogos Olímpicos de Verão de 2024 ocorreu em 2 e 3 de agosto de 2024 na Paris La Défense Arena, em Paris. Um total de 16 nadadoras de 13 Comitês Olímpicos Nacionais (CON) participaram do evento.

## Qualificação
Cada Comitê Olímpico Nacional (CON) poderia inscrever no máximo duas nadadoras qualificadas em cada evento individual, mas somente se ambas atingissem o "tempo de qualificação olímpica" (OQT). Uma nadadora por evento poderia potencialmente entrar se atingisse o "tempo de consideração olímpica" (OCT), ou se a cota total de 852 competidores não tivesse sido atingida. Os CONs também poderiam inscrever nadadores independentemente do tempo através das vagas de universalidade, mesmo que não tenham atingindo nenhum dos tempos de inscrição padrão (OQT/OCT).
Após o fim da janela de qualificação, a World Aquatics avaliou o número de nadadores que alcançaram o OQT, o número de nadadores somente para as provas de revezamento e o número de vagas de universalidade, antes de convidar aqueles com OCT para cumprir a cota total de 852. Além disso, as vagas no OCT foram distribuídas por evento de acordo com as posições no ranking mundial durante o prazo de qualificação. Para os 800 m livre feminino, o OQT foi de 8min26s71 e o OCT de 8min29s24.

## Formato
A competição consiste em duas rodadas: preliminares e final. As nadadoras com os 8 melhores tempos nas baterias preliminares avançam para a final. Desempates (swim-offs) são utilizados conforme necessário para quebrar os empates de avanço a próxima rodada.

## Calendário
Horário local (UTC+2)
| Data                | Horário | Fase         |
| ------------------- | ------- | ------------ |
| 2 de agosto de 2024 | 11:40   | Preliminares |
| 3 de agosto de 2024 | 21:25   | Final        |

## Medalhistas
| Ouro   | USA Katie Ledecky  |
| Prata  | AUS Ariarne Titmus |
| Bronze | USA Paige Madden   |

## Recordes
Antes desta competição, os recordes mundiais e olímpicos da prova eram os seguintes:
| Tipo | Atleta        | Tempo   | Local          | Data                 |
| ---- | ------------- | ------- | -------------- | -------------------- |
|      | Katie Ledecky | 8:04.79 | Rio de Janeiro | 12 de agosto de 2016 |
|      | Katie Ledecky | 8:04.79 | Rio de Janeiro | 12 de agosto de 2016 |

## Resultados

### Preliminares
As nadadoras com os oito melhores tempos, independente da bateria, avançam à final.
| Pos. | Bateria | Raia | Nadadora                 | CON                | Tempo   | Notas            |
| ---- | ------- | ---- | ------------------------ | ------------------ | ------- | ---------------- |
| 1    | 2       | 4    | Katie Ledecky            | USA Estados Unidos | 8:16.62 | Q                |
| 2    | 2       | 6    | Paige Madden             | USA Estados Unidos | 8:18.48 | Q                |
| 3    | 2       | 5    | Ariarne Titmus           | AUS Austrália      | 8:19.87 | Q                |
| 4    | 1       | 5    | Lani Pallister           | AUS Austrália      | 8:20.21 | Q                |
| 5    | 1       | 3    | Isabel Gose              | GER Alemanha       | 8:20.63 | Q                |
| 6    | 2       | 3    | Simona Quadarella        | ITA Itália         | 8:20.89 | Q                |
| 7    | 1       | 6    | Erika Fairweather        | NZL Nova Zelândia  | 8:22.22 | Q                |
| 8    | 1       | 2    | Anastasiya Kirpichnikova | FRA França         | 8:22.99 | Q                |
| 9    | 1       | 4    | Li Bingjie               | CHN China          | 8:27.92 |                  |
| 10   | 1       | 7    | Maria Fernanda Costa     | BRA Brasil         | 8:32.20 |                  |
| 11   | 1       | 1    | Gan Ching Hwee           | SGP Singapura      | 8:32.37 | Recorde nacional |
| 12   | 2       | 2    | Eve Thomas               | NZL Nova Zelândia  | 8:33.25 |                  |
| 13   | 2       | 7    | Ajna Késely              | HUN Hungria        | 8:36.13 |                  |
| 14   | 2       | 1    | Agostina Hein            | ARG Argentina      | 8:37.43 |                  |
| 15   | 2       | 8    | Kristel Köbrich          | CHI Chile          | 8:46.46 |                  |
| 16   | 1       | 8    | Jamila Boulakbech        | TUN Tunísia        | 9:21.38 |                  |

### Final
As três nadadoras mais rápidas na final conquistam as medalhas.
| Pos.              | Raia | Nadadora                 | CON                | Tempo   | Notas              |
| ----------------- | ---- | ------------------------ | ------------------ | ------- | ------------------ |
| Medalha de ouro   | 4    | Katie Ledecky            | USA Estados Unidos | 8:11.04 |                    |
| Medalha de prata  | 3    | Ariarne Titmus           | AUS Austrália      | 8:12.29 | Recorde da Oceania |
| Medalha de bronze | 5    | Paige Madden             | USA Estados Unidos | 8:13.00 |                    |
| 4                 | 7    | Simona Quadarella        | ITA Itália         | 8:14.55 | Recorde nacional   |
| 5                 | 2    | Isabel Gose              | GER Alemanha       | 8:17.82 |                    |
| 6                 | 6    | Lani Pallister           | AUS Austrália      | 8:21.09 |                    |
| 7                 | 8    | Anastasiya Kirpichnikova | FRA França         | 8:22.80 |                    |
| 8                 | 1    | Erika Fairweather        | NZL Nova Zelândia  | 8:23.27 |                    |

Legenda
| Recorde mundial      | Recorde mundial (World record)               |                       | Recorde africano                      | Recorde africano (African) |                                           | Q | Classificado por posição (Qualified) |
| Recorde olímpico     | Recorde olímpico (Olympic record)            | Recorde da América    | Recorde da América (Americas)         | q                          | Classificado por melhor tempo (Qualified) |   |                                      |
| Melhor marca do ano  | Melhor marca do ano (World leading)          | Recorde asiático      | Recorde asiático (Asian)              | DNS                        | Não largou (Did not start)                |   |                                      |
| Recorde nacional     | Recorde nacional (National record)           | Recorde europeu       | Recorde europeu (European)            | DNF                        | Não terminou (Did not finish)             |   |                                      |
| Recorde pessoal      | Recorde pessoal do atleta (Personal best)    | Recorde da Oceania    | Recorde da Oceania (Oceania)          | DSQ / DQ                   | Desclassificado (Disqualified)            |   |                                      |
| Recorde da temporada | Recorde da temporada do atleta (Season best) | Recorde sul-americano | Recorde sul-americano (South America) | NM                         | Sem marca (No mark)                       |   |                                      |